# Nymphorgerius convergens
Nymphorgerius convergens är en insektsart som beskrevs av Alexander Fyodorovich Emeljanov 1972. Nymphorgerius convergens ingår i släktet Nymphorgerius och familjen Dictyopharidae. Inga underarter finns listade i Catalogue of Life.